# Beach 36th Street
Beach 36th Street – stacja metra nowojorskiego, na linia A. Znajduje się w dzielnicy Queens, w Nowym Jorku i zlokalizowana jest pomiędzy stacjami Beach 44th Street i Beach 25th Street. Została otwarta 28 czerwca 1956.